# ジョン・デューイ・ヒッカーソン

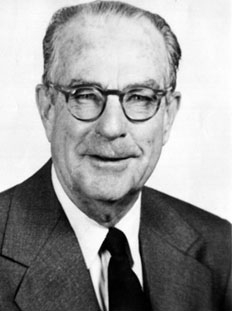
ジョン・デューイ・ヒッカーソン

ジョン・デューイ・ヒッカーソン（John Dewey Hickerson, 1898年1月26日 - 1989年1月18日）は、アメリカ合衆国の外交官。

## 生涯
1898年にテキサス州クロウフォードで誕生。テキサス大学で学び、1920年に学士号を取得。大学卒業後は国務省外交部に入省。1920年から1922年までメキシコでタンピコ副領事。1922年から1924年までブラジルでリオデジャネイロ副領事。1924年から1925年までブラジルでパラー領事。1925年から1927年までカナダでオタワ領事。1928年にワシントンD.C.へ移り、1940年まで国務省西ヨーロッパ部で副部長。また1934年から1941年までは国務省上訴審査委員会にも所属。
1940年にカナダとの統合国防会議が新設されると、ヒッカーソンはアメリカ側の事務官として参加し、第二次世界大戦終戦まで在任。1944年に国務省イギリス部長を兼任。1944年から1947年まで国務省ヨーロッパ部で副部長。またこの期間、ダンバートン・オークス会議とサンフランシスコ会議にアメリカ代表団の顧問役として参加。1947年、国務省ヨーロッパ部長に昇任。
1949年、ハリー・S・トルーマン大統領はヒッカーソンを国務次官補（国際連合担当）に任命し、1953年まで在任。続いて1955年まで国防大学で教員顧問を務めた。
1955年、ドワイト・アイゼンハワー大統領はヒッカーソンを駐フィンランド大使に任命。同年11月の信任状奉呈を経て、1959年11月まで在任。1960年1月から1961年12月まで駐フィリピン大使。
引退後はワシントンD.C.に居住。1989年1月18日に癌により死去。